# Revista Política Externa
A Revista Política Externa é um periódico acadêmico brasileiro especializado em relações internacionais e economia política internacional sob a perspectiva brasileira. Sua feitura é parecida com a Foreign Affairs, a importante revista de geopolítica dos Estados Unidos. Trata-se de uma das principais revistas no país sobre relações internacionais, reconhecida pela sua grande circulação. Por outro lado, em avaliação realizada pela Coordenação de Aperfeiçoamento de Pessoal de Nível Superior (CAPES), recebeu o conceito B2 no Qualis e, em 2005, teve sua "natureza científica" questionada por Antônio Carlos Lessa por estar voltada a divulgar escritos de diplomatas e empresários.
Iniciada em 1992 com publicações quadrimestrais e posteriormente trimestrais, contou com o apoio de núcleos de pesquisa paulistas, o Grupo de Conjuntura Internacional da da Universidade de São Paulo (USP) e o Instituto de Estudos Econômicos e Internacionais (IEEI) da Universidade Estadual Paulista (UNESP). Foi produzida pela editora Paz e Terra e depois pela HMG Editora.
Sua linha editorial abrange temas de geopolítica internacional como: diplomacia, blocos multilaterais, conflitos inter-regionais, paz, entidades supranacionais, Direito Internacional Público, Direito Internacional Privado. Passou a ter um portal no fim de 2012 destinado à assinatura da revista, venda de edições avulsas, divulgação de produtos e leitura de parte desses produtos textuais.
Quando comparadas a outras três revistas brasileiras de relações internacionais no período de 1990 a 2010 (Cena Internacional, Contexto Internacional e Revista Brasileira de Política Internacional), foi a que mais publicou estudos da política externa em termos absolutos e quase a mesma quantidade (639) que as outras três somadas (708).
Nas eleições presidenciais brasileiras (de 2002 até, pelo menos, 2014), entrevistou postulantes das principais candidaturas à presidência do país com questionários para discussão das propostas defendidas para a política externa.